# Vicente Juan Masip

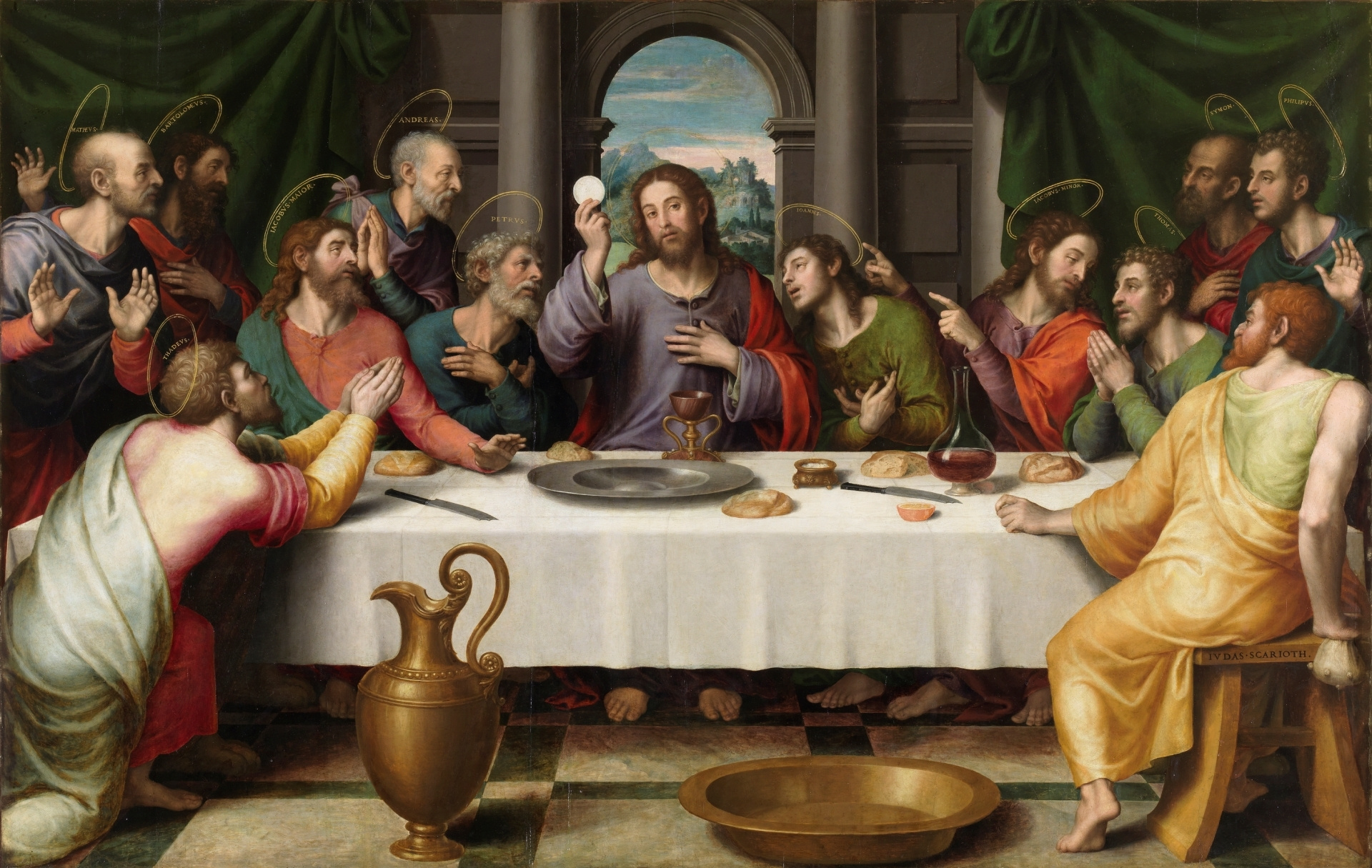
Den sista måltiden, målning av Juan de Juanes.

Vicente Juan Masip eller Macip, även kallad Juan de Juanes (på katalanska Joan de Joanes), född omkring 1507, död 1579 i Valencia, var en spansk renässansmålare.
Masip tillhörde en konstnärsfamilj i Valencia och hans far var målaren Vicente Masip. Han fick sin utbildning  i Italien och erhöll starka intryck av Rafael. Möjligtvis har Masip haft en av Rafaels elever till lärare och han hedrades av sina landsmän med tillnamnet ”den spanske Rafael”.
Bland hans många religiösa verk märks Marie himmelsfärd och flera Kristusmålningar, bland annat Den sista måltiden.